# So Much for the Ten Year Plan

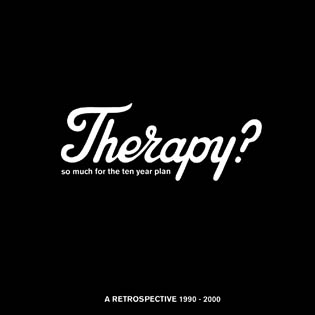
Couverture de l'album-compilation So Much For The Ten Year Plan de Therapy? (2000)

So Much for the Ten Year Plan: A Retrospective 1990-2000 est un album compilation du groupe Therapy?.

## Contenu de l'album
Disc 1
| No  | Titre                        | Durée |
| --- | ---------------------------- | ----- |
| 1.  | Screamager                   |       |
| 2.  | Bad karma follows you around |       |
| 3.  | Die laughing                 |       |
| 4.  | Meat abstarct                |       |
| 5.  | Straight life                |       |
| 6.  | Teethgrinder                 |       |
| 7.  | Fat camp                     |       |
| 8.  | Stories                      |       |
| 9.  | Nausea                       |       |
| 10. | Six mile water               |       |
| 11. | Church of noise              |       |
| 12. | He's not that kind of gril   |       |
| 13. | Diane                        |       |
| 14. | Nowhere                      |       |
| 15. | Potato junkie                |       |
| 16. | Ten year plan                |       |

Disc 2 (bonus CD)
| No | Titre             | Durée |
| -- | ----------------- | ----- |
| 1. | Evil Elvils       |       |
| 2. | Bloody blue       |       |
| 3. | Summer of hate    |       |
| 4. | Isolation         |       |
| 5. | Where eagles dare |       |
| 6. | Lunacy booth      |       |